# Абай (Байзацький район)
Аба́й (каз. Абай) — село у складі Байзацького району Жамбильської області Казахстану. Адміністративний центр Сазтерецького сільського округу.
У радянські часи село називалось Жанасаз.
Населення — 1180 осіб (2021; 941 у 2009, 1251 у 1999, 1000 у 1989).